# Hyloscirtus armatus
Hyloscirtus armatus és una espècie de granota que viu a Bolívia i el Perú.
Està amenaçada d'extinció per la pèrdua del seu hàbitat natural.